# Football Club Crotone 2009-2010
Questa voce raccoglie le informazioni riguardanti il Football Club Crotone per la stagione sportiva 2009-2010.

## Stagione
La nuova stagione del Crotone allenato da Franco Lerda, neopromosso in Serie B, parte ufficialmente il 9 agosto 2009 allo stadio Cino e Lillo Del Duca di Ascoli dove il Football Club Crotone è impegnato nel secondo turno della Coppa Italia 2009-2010, in cui la squadra perde contro l'Ascoli (3-1).
La prima partita in campionato è la trasferta allo stadio Alberto Braglia di Modena dove il Crotone incontra il Sassuolo, che lo sconfigge (2-0). Nelle prime sei giornate il Crotone conquista quattro punti frutti dei quattro pareggi di cui uno a Lecce e tre in casa con il Brescia, Cesena e Grosseto mettendo da parte le sconfitte subite alla prima e alla terza giornata (nella quale si verifica il primo gol del Crotone) subite sui campi di Sassuolo ed Empoli. Alla 12ª giornata si apre una serie positiva di otto partite consecutive (escludendo la gara contro Mantova rinviata per neve al 30 gennaio) che frutta al Crotone 18 punti sui 24 disponibili. La serie viene interrotta con la sconfitta di Ascoli nell'ultima partita del girone d'andata. Nello stesso modo si apre il girone di ritorno con il Crotone che subisce due sconfitte ad opera del Sassuolo e del Brescia. Poi tra la terza e la sesta giornata il Crotone incanala 10 punti conquistati in trasferta battendo il Cesena per (0-2) ed il Grosseto (0-4), mentre in casa batte (2-1) l'Empoli e coglie un pareggio (1-1) contro il Lecce capolista. Tra la settima e l'ottava giornata ci sono due sconfitte che fanno incassare 5 reti frutti del (3-0) casalingo subito per opera dell'Albinoleffe e lo (0-2) esterno sul campo del Padova, prima del (3-0) rifilato al Frosinone dell'ex Francesco Moriero traghettatore della stagione precedente, tra le mura amiche dello Scida. Vittoria che porta subito dopo altri 6 punti conquistati sul terreno del Menti di Vicenza e tra le mura amiche dello Scida dove viene battuta la Salernitana (2-0), ultimo successo prima dell'insuccesso tra le mura del Garilli di Piacenza. Alla 34à giornata si apre una serie positiva che dà una svolta alla stagione del Crotone poiché in 7 partite (dalla 34à alla 40à giornata) guadagna 16 punti su 21 disponibili (frutti delle vittorie esterne sul campo dell'Ancona e del Gallipoli, delle vittorie interne con Modena, Torino e Triestina e del pareggio interno subito al 94º minuto ad opera del Mantova con la sola nota negativa della sconfitta nel derby calabrese contro la Reggina perso (1-0) che proiettano il Crotone a soli 2 punti dall'ultimo posto disponibile per i Play-off occupato dal Cittadella. Ironia della sorte alla 41à giornata si presenta lo scontro diretto tra le mura del Tombolato di Cittadella dove il Crotone ha 2 possibilità su 3, sperare in una vittoria e sorpassare il Cittadella oppure pareggiare e giocarsi tutto nell'ultima giornata tra le mura amiche dello Scida contro l'Ascoli sperando in una contemporanea sconfitta del Cittadella tra le mura dell'Olimpico di Torino. Purtroppo è tutto inutile perché il Crotone perde (3-0) dicendo addio a ogni sogno di promozione. L'ultima giornata è una semplice amichevole che il Crotone con la testa ormai in vacanza perde (1-2) contro l'Ascoli, con il quale ha aperto e chiuso la stagione.

## Divise e sponsor
Lo sponsor ufficiale per la stagione 2009-2010 è 'città di Crotone'.
Lo sponsor tecnico è la Onze.

## Organigramma societario
La disposizione delle sezioni e la presenza o meno di determinati ruoli può essere variata in base a spazi occupati e dati in possesso.
Area direttiva
- Presidente: Salvatore Gualtieri
- Vice Presidente: Giovanni Vrenna
- Amministratore delegato: Giancarlo Martucci
- Amministratore: Raffaele Marino
- Direttore generale: Pierpaolo Gualtieri

Area organizzativa
- Segretario generale: Renato Punzo Colurcio
- Team manager: Roberto Emanuele

Area comunicazione
- Responsabile area comunicazione: Francesco Biafora
- Ufficio Stampa: Ierardi Luciano

Area tecnica
- Direttore sportivo: Beppe Ursino
- Allenatore: Franco Lerda
- Allenatore in seconda: Rocco Massara
- Collaboratore tecnico: Massimo Drago e Flavio Destro
- Preparatore atletico: Domenico Borelli
- Preparatore dei portieri: Antonio Macrì

Area sanitaria
- Responsabile sanitario: Francesco Polimeno
- Massaggiatore: Pietro Cistaro

## Rosa
| N. |                    | Ruolo | Calciatore           |
| -- | ------------------ | ----- | -------------------- |
| 1  | Italia (bandiera)  | P     | Simone Farelli       |
| 3  | Italia (bandiera)  | D     | Archimede Morleo     |
| 4  | Italia (bandiera)  | C     | Antonio Galardo      |
| 5  | Italia (bandiera)  | D     | Gennaro Scognamiglio |
| 5  | Italia (bandiera)  | D     | Federico Viviani     |
| 6  | Italia (bandiera)  | C     | Nicola Beati         |
| 7  | Italia (bandiera)  | C     | Antonio Zito         |
| 8  | Italia (bandiera)  | C     | Andrea Mazzarani     |
| 9  | Italia (bandiera)  | A     | Luca Paponetti       |
| 9  | Brasile (bandiera) | C     | Gabionetta           |
| 10 | Italia (bandiera)  | C     | Matteo Coresi        |
| 11 | Italia (bandiera)  | C     | Nicola Petrilli      |
| 13 | Italia (bandiera)  | D     | Elia Legati          |
| 14 | Italia (bandiera)  | D     | Paolino Mercurio     |
| 15 | Italia (bandiera)  | C     | Andrea Briglia       |
| 16 | Italia (bandiera)  | C     | Luca Di Matteo       |
| 17 | Italia (bandiera)  | D     | Andrea Mei           |
| 20 | Italia (bandiera)  | A     | Aniello Cutolo       |

| N. |                    | Ruolo | Calciatore           |
| -- | ------------------ | ----- | -------------------- |
| 21 | Somalia (bandiera) | A     | Ayub Daud            |
| 22 | Italia (bandiera)  | D     | Francesco Galeoto    |
| 23 | Italia (bandiera)  | A     | Daniele Degano       |
| 25 | Italia (bandiera)  | A     | Ciro Ginestra        |
| 27 | Italia (bandiera)  | C     | Andrea Russotto      |
| 28 | Italia (bandiera)  | P     | Paolo Castelli       |
| 29 | Italia (bandiera)  | C     | Raffaele De Martino  |
| 30 | Italia (bandiera)  | D     | Fabrizio Grillo      |
| 31 | Brasile (bandiera) | D     | Digão                |
| 33 | Italia (bandiera)  | D     | Marco Pedotti        |
| 36 | Italia (bandiera)  | D     | Giuseppe Abruzzese   |
| 77 | Francia (bandiera) | C     | Olivier N'Siabamfumu |
| 81 | Italia (bandiera)  | A     | Valerio Quondamatteo |
| 85 | Italia (bandiera)  | A     | Antonino Bonvissuto  |
| 88 | Italia (bandiera)  | C     | Riccardo Perpetuini  |
| 90 | Italia (bandiera)  | A     | Ettore Mendicino     |
| 91 | Italia (bandiera)  | A     | Danilo Grano         |
| 99 | Italia (bandiera)  | P     | Emanuele Concetti    |

## Risultati

### Serie B

#### Girone di andata
| Arbitro: | Calvarese (Teramo) |

|                        |           |  |
| Riccio 25’ Rossini 80’ | Marcatori |  |

| Crotone 29 agosto 2009, ore 19:00 CEST 2ª giornata | Crotone                      | 0 – 0 referto | Brescia | Stadio Ezio Scida\| Arbitro: \| Tommasi (Bassano del Grappa) \| |
| Arbitro:                                           | Tommasi (Bassano del Grappa) |               |         |                                                                 |

| Arbitro: | Guida (Torre Annunziata) |

|                                         |           |            |
| Saudati 29’ Antonazzo 79’ Coralli 90+3’ | Marcatori | 65’ Cutolo |

| Crotone 12 settembre 2009, ore 15:30 CEST 4ª giornata | Crotone                | 0 – 0 referto | Cesena | Stadio Ezio Scida (2.942 spett.)\| Arbitro: \| Gallione (Alessandria) \| |
| Arbitro:                                              | Gallione (Alessandria) |               |        |                                                                          |

| Lecce 19 settembre 2009, ore 15.30 CEST 5ª giornata | Lecce           | 0 – 0 referto | Crotone | Stadio Via del Mare (4.133 spett.)\| Arbitro: \| Peruzzo (Schio) \| |
| Arbitro:                                            | Peruzzo (Schio) |               |         |                                                                     |

| Crotone 22 settembre 2009, ore 20:45 CEST 6ª giornata | Crotone                  | 0 – 0 referto | Grosseto | Stadio Ezio Scida (2.942 spett.)\| Arbitro: \| Guida (Torre Annunziata) \| |
| Arbitro:                                              | Guida (Torre Annunziata) |               |          |                                                                            |

| Arbitro: | Tozzi (Ostia Lido) |

|                    |           |                |
| Cellini 15’ (rig.) | Marcatori | 70’ Gabionetta |

| Arbitro: | Russo (Nola) |

|                       |           |             |
| Bonvissuto 19’, 90+2’ | Marcatori | 8’ Di Nardo |

| Arbitro: | Stefanini (Prato) |

|               |           |            |
| Santoruvo 42’ | Marcatori | 50’ Cutolo |

| Arbitro: | Doveri (Roma) |

|                      |           |                       |
| Di Cesare 80’ (aut.) | Marcatori | 22’ Sgrigna 86’ Botta |

| Arbitro: | Ciampi (Roma) |

|                                            |           |          |
| M. Stendardo 5’ Cozza 22’, 54’ Pestrin 85’ | Marcatori | 88’ Zito |

| Arbitro: | Gava (Conegliano) |

|            |           |  |
| Morleo 52’ | Marcatori |  |

| Arbitro: | Candussio (Cervignano del Friuli) |

|                              |           |                   |
| Bonvissuto 21’ Mazzarani 84’ | Marcatori | 41’ Schiattarella |

| Arbitro: | Giancola (Vasto) |

|  |           |                             |
|  | Marcatori | 51’ Mazzarani 66’ Abruzzese |

| Arbitro: | De Marco (Chiavari) |

|               |           |           |
| Mazzarani 12’ | Marcatori | 4’ Pagano |

| Arbitro: | Tommasi (Bassano del Grappa) |

|                |           |                             |
| R. Bianchi 28’ | Marcatori | 22’ Petrilli 26’ Bonvissuto |

| Trieste 5 dicembre 2009, ore 16:00 CET 17ª giornata | Triestina    | 0 – 0 referto | Crotone | Stadio Nereo Rocco (6.327 spett.)\| Arbitro: \| Nasca (Bari) \| |
| Arbitro:                                            | Nasca (Bari) |               |         |                                                                 |

| Arbitro: | Gallione (Alessandria) |

|                                                             |           |                                       |
| Gabionetta 3’ (rig.) Beati 27’ Legati 37’ Morleo 53’ (rig.) | Marcatori | 15’ Ginestra 77’ (rig.) F. Di Gennaro |

| Arbitro: | Rosetti (Torino) |

|                        |           |               |
| Carrus 8’ Salviato 45’ | Marcatori | 69’ Abruzzese |

| Arbitro: | Velotto (Grosseto) |

|                 |           |                  |
| Mendicino 90+5’ | Marcatori | 68’ (rig.) Iunco |

| Arbitro: | Baracani (Firenze) |

|                                 |           |                       |
| Antenucci 46’, 70’ Bernacci 59’ | Marcatori | 73’ (rig.) Bonvissuto |

#### Girone di ritorno
| Arbitro: | Guida (Torre Annunziata) |

|                       |           |                          |
| Bonvissuto 64’ (rig.) | Marcatori | 59’ Bianco 90+3’ Noselli |

| Arbitro: | Pinzani (Empoli) |

|                                           |           |  |
| A. Caracciolo 77’ (rig.), 85’, 88’ (rig.) | Marcatori |  |

| Arbitro: | Tommasi (Bassano del Grappa) |

|                                    |           |            |
| Ginestra 56’ (rig.) Gabionetta 81’ | Marcatori | 90+2’ Éder |

| Arbitro: | Giancola (Vasto) |

|  |           |                           |
|  | Marcatori | 90+2’ Morleo 90+5’ Degano |

| Arbitro: | Pierpaoli (Firenze) |

|               |           |               |
| Mendicino 39’ | Marcatori | 22’ Marilungo |

| Arbitro: | Mazzoleni (Bergamo) |

|  |           |                                                 |
|  | Marcatori | 40’, 52’ Bonvissuto 71’ Gabionetta 78’ Ginestra |

| Arbitro: | Candussio (Cervignano del Friuli) |

|  |           |                                   |
|  | Marcatori | 8’ Torri 70’ Cristiano 78’ Perico |

| Arbitro: | Trefoloni (Siena) |

|                            |           |  |
| Vantaggiato 23’ Soncin 37’ | Marcatori |  |

| Arbitro: | Nasca (Bari) |

|                                                   |           |  |
| Bonvissuto 45’ (rig.) Gabionetta 57’ Ginestra 82’ | Marcatori |  |

| Arbitro: | Gallione (Alessandria) |

|  |           |                     |
|  | Marcatori | 42’ Cutolo 83’ Zito |

| Arbitro: | Baracani (Firenze) |

|                              |           |  |
| Ginestra 33’ Fava 89’ (aut.) | Marcatori |  |

| Arbitro: | Giancola (Vasto) |

|             |           |  |
| Sivakov 77’ | Marcatori |  |

| Arbitro: | Guida (Torre Annunziata) |

|  |           |              |
|  | Marcatori | 12’ Ginestra |

| Arbitro: | Gallione (Alessandria) |

|                                                     |           |                              |
| Gabionetta 20’, 52’ Ginestra 42’ (rig.) Galardo 79’ | Marcatori | 47’ D. Girardi 75’ Catellani |

| Arbitro: | Mazzoleni (Bergamo) |

|             |           |  |
| Brienza 62’ | Marcatori |  |

| Arbitro: | Baracani (Firenze) |

|               |           |  |
| Gabionetta 1’ | Marcatori |  |

| Arbitro: | Giancola (Vasto) |

|                            |           |  |
| Viviani 41’ Gabionetta 84’ | Marcatori |  |

| Arbitro: | Velotto (Grosseto) |

|                                       |           |                                    |
| C. Sosa 79’ M. Artistico 90+4’ (rig.) | Marcatori | 33’ Ginestra 37’ Degano 90+2’ Zito |

| Arbitro: | Peruzzo (Schio) |

|                        |           |                           |
| Degano 5’ Russotto 54’ | Marcatori | 2’ Carrus 90+5’ Pellicori |

| Arbitro: | Rizzoli (Bologna) |

|                                         |           |  |
| Bellazzini 7’ Ardemagni 31’ (rig.), 55’ | Marcatori |  |

| Arbitro: | Nasca (Bari) |

|              |           |                        |
| Russotto 26’ | Marcatori | 28’ Bernacci 65’ Ilari |

### Coppa Italia
| Arbitro: | Tagliavento (Terni) |

|                                 |           |            |
| Romeo 36’ Sommese 49’ Pesce 88’ | Marcatori | 43’ Coresi |

## Statistiche

### Statistiche di squadra
| Competizione | Punti | In casa | In casa | In casa | In casa | In casa | In casa | In trasferta | In trasferta | In trasferta | In trasferta | In trasferta | In trasferta | Totale | Totale | Totale | Totale | Totale | Totale | DR |
| Competizione | Punti | G       | V       | N       | P       | Gf      | Gs      | G            | V            | N            | P            | Gf           | Gs           | G      | V      | N      | P      | Gf     | Gs     | DR |
| ------------ | ----- | ------- | ------- | ------- | ------- | ------- | ------- | ------------ | ------------ | ------------ | ------------ | ------------ | ------------ | ------ | ------ | ------ | ------ | ------ | ------ | -- |
| Serie B      | 60    | 21      | 10      | 7       | 4       | 32      | 22      | 21           | 7            | 4            | 10           | 25           | 26           | 42     | 17     | 11     | 14     | 52     | 50     | +2 |
| Coppa Italia | 0     | -       | -       | -       | -       | -       | -       | 1            | 0            | 0            | 1            | 1            | 3            | 1      | 0      | 0      | 1      | 1      | 3      | -2 |
| Totale       | 60    | 21      | 10      | 7       | 4       | 32      | 22      | 22           | 7            | 4            | 11           | 26           | 29           | 43     | 17     | 11     | 15     | 53     | 53     | 0  |

### Statistiche dei giocatori
| Giocatore             | Serie B  | Serie B | Serie B     | Serie B    | Coppa Italia | Coppa Italia | Coppa Italia | Coppa Italia | Totale   | Totale | Totale      | Totale     |
| Giocatore             | Presenze | Reti    | Ammonizioni | Espulsioni | Presenze     | Reti         | Ammonizioni  | Espulsioni   | Presenze | Reti   | Ammonizioni | Espulsioni |
| --------------------- | -------- | ------- | ----------- | ---------- | ------------ | ------------ | ------------ | ------------ | -------- | ------ | ----------- | ---------- |
| G. Abruzzese          | 27       | 1       | 6           | 0          | 0            | 0            | 0            | 0            | 27       | 1      | 6           | 0          |
| N. Beati              | 21       | 1       | 8           | 0          | 1            | 0            | 0            | 0            | 22       | 1      | 8           | 0          |
| A. Bonvissuto         | 23       | 8       | 2           | 2          | 1            | 0            | 0            | 0            | 24       | 8      | 2           | 2          |
| A. Briglia            | 0        | 0       | 0           | 0          | 0            | 0            | 0            | 0            | 0        | 0      | 0           | 0          |
| E. Concetti           | 27       | -30     | 3           | 1          | 1            | -3           | 0            | 0            | 28       | -33    | 3           | 1          |
| A. Cutolo             | 24       | 2       | 1           | 0          | 0            | 0            | 0            | 0            | 24       | 2      | 1           | 0          |
| M. Coresi             | 7        | 0       | 0           | 0          | 1            | 1            | 0            | 0            | 8        | 1      | 0           | 0          |
| A. Daud               | 10       | 0       | 0           | 0          | 1            | 0            | 0            | 0            | 11       | 0      | 0           | 0          |
| D. Degano             | 8        | 1       | 0           | 0          | 0            | 0            | 0            | 0            | 8        | 1      | 0           | 0          |
| R. De Martino         | 18       | 0       | 7           | 2          | 1            | 0            | 0            | 0            | 19       | 0      | 7           | 2          |
| L. Di Matteo          | 6        | 0       | 0           | 0          | 1            | 0            | 0            | 0            | 7        | 0      | 0           | 0          |
| Digão                 | 0        | 0       | 0           | 0          | 0            | 0            | 0            | 0            | 0        | 0      | 0           | 0          |
| S. Farelli            | 3        | -7      | 0           | 0          | 0            | 0            | 0            | 0            | 3        | -7     | 0           | 0          |
| M. Fornoni            | 0        | 0       | 0           | 0          | 0            | 0            | 0            | 0            | 0        | 0      | 0           | 0          |
| D. Gabionetta         | 22       | 4       | 4           | 0          | 0            | 0            | 0            | 0            | 22       | 4      | 4           | 0          |
| A. Galardo            | 27       | 0       | 4           | 1          | 1            | 0            | 0            | 0            | 28       | 0      | 4           | 1          |
| F. Galeoto            | 27       | 0       | 3           | 2          | 1            | 0            | 0            | 0            | 28       | 0      | 3           | 2          |
| D. Grano              | 1        | 0       | 0           | 0          | 1            | 0            | 0            | 0            | 2        | 0      | 0           | 0          |
| C. Ginestra           | 7        | 2       | 0           | 0          | 0            | 0            | 0            | 0            | 7        | 2      | 0           | 0          |
| F. Grillo             | 11       | 0       | 2           | 0          | 0            | 0            | 0            | 0            | 11       | 0      | 2           | 0          |
| E. Legati             | 27       | 1       | 10          | 0          | 1            | 0            | 0            | 0            | 28       | 1      | 10          | 0          |
| A. Mazzarani          | 19       | 3       | 2           | 0          | 0            | 0            | 0            | 0            | 19       | 3      | 2           | 0          |
| A. Mei                | 0        | 0       | 0           | 0          | 1            | 0            | 0            | 0            | 1        | 0      | 0           | 0          |
| E. Mendicino          | 16       | 2       | 1           | 0          | 0            | 0            | 0            | 0            | 16       | 2      | 1           | 0          |
| A. Morleo             | 24       | 3       | 3           | 1          | 0            | 0            | 0            | 0            | 24       | 3      | 3           | 1          |
| L. Fernando Paponetti | 1        | 0       | 0           | 0          | 0            | 0            | 0            | 0            | 1        | 0      | 0           | 0          |
| M. Pedotti            | 0        | 0       | 0           | 0          | 0            | 0            | 0            | 0            | 0        | 0      | 0           | 0          |
| R. Perpetuini         | 1        | 0       | 0           | 0          | 0            | 0            | 0            | 0            | 1        | 0      | 0           | 0          |
| N. Petrilli           | 17       | 1       | 0           | 0          | 1            | 0            | 0            | 0            | 18       | 1      | 0           | 0          |
| V. Quondamatteo       | 3        | 0       | 0           | 0          | 1            | 0            | 0            | 0            | 4        | 0      | 0           | 0          |
| A. Russotto           | 6        | 0       | 0           | 0          | 0            | 0            | 0            | 0            | 6        | 0      | 0           | 0          |
| G. Scognamiglio       | 5        | 0       | 1           | 1          | 0            | 0            | 0            | 0            | 5        | 0      | 1           | 1          |
| F. Viviani            | 13       | 1       | 0           | 0          | 0            | 0            | 0            | 0            | 13       | 1      | 0           | 0          |
| A. Zito               | 9        | 1       | 1           | 0          | 0            | 0            | 0            | 0            | 9        | 1      | 1           | 0          |